# Пантомима

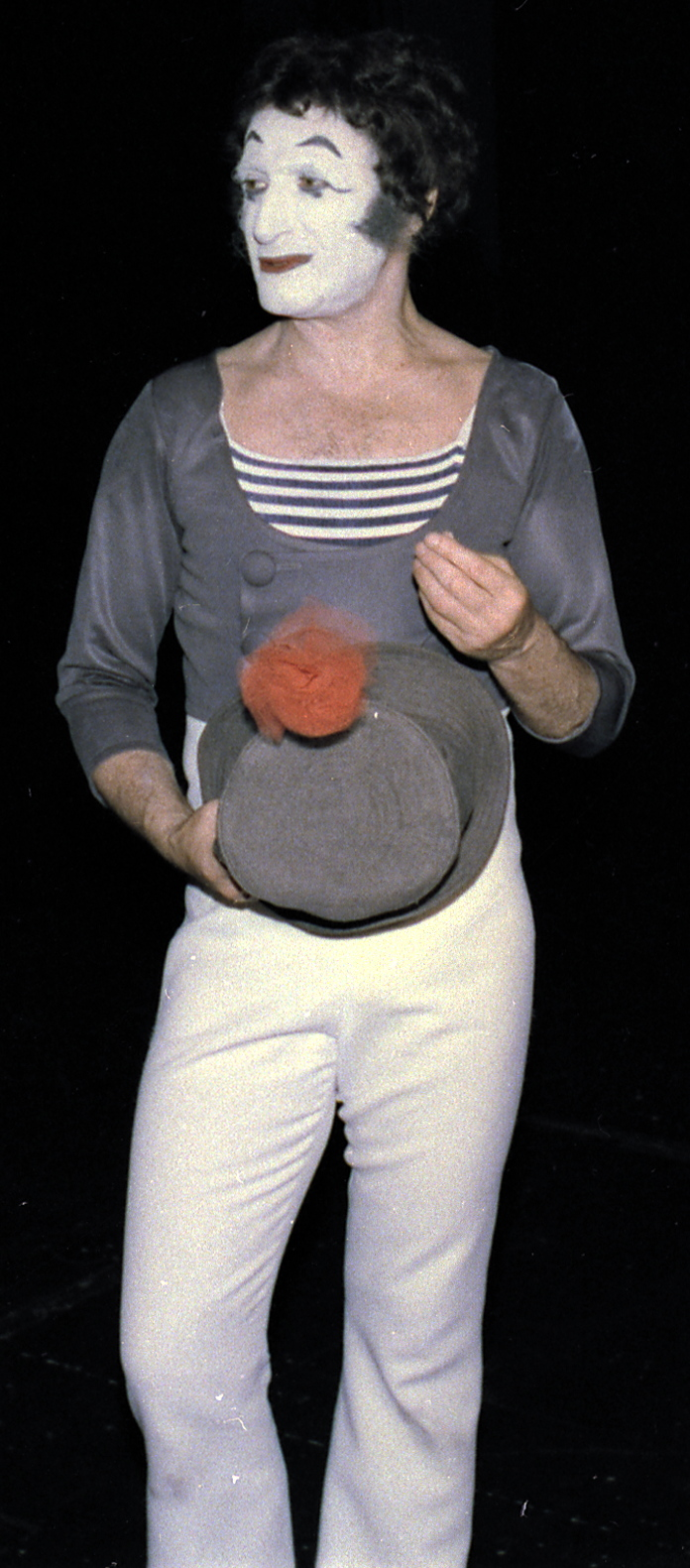
Марсель Марсо

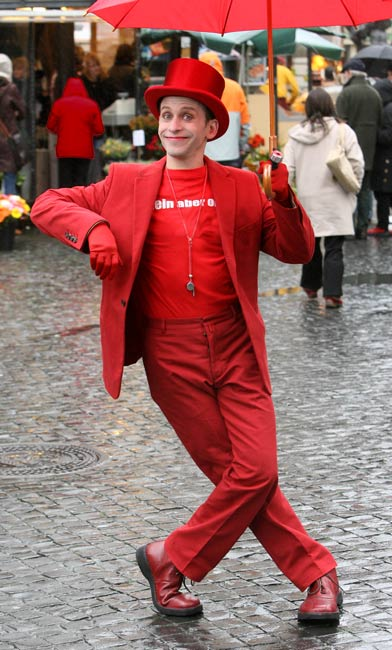
Пантомима: Пабло Сибес

Пантоми́ма (от др.-греч. παντό-μῑμος — «пантомим» (актёр, играющий с помощью одних телодвижений) ← др.-греч. παντ(ο), πᾶς — весь, целый + др.-греч. μῖμος — мим, актёр; подражание, воспроизведение) — вид исполнительского искусства, в котором основными средствами создания художественного образа являются мимика, жесты и пластика человеческого тела без использования слов. Пантомима может сопровождаться музыкой.

## Пантомима в театральном искусстве
Как вид театрального искусства пантомима существует с древнейших времён.
Наиболее известными представителями Европейской классической пантомимы были Батист Дебюро (XIX век), Марсель Марсо, Этьен Декру, Жан-Луи Барро (все — Франция), Адам Дариус (США), Борис Амарантов, Леонид Енгибаров, Анатолий Елизаров (Россия).
В начале и середине XX века произошёл раскол в развитии и восприятии искусства пантомимы в Старом Свете и Северной Америке. В США слово «мим» («mime») по сей день воспринимается если не в негативном ключе, то, по крайней мере, с долей сарказма. В то же время в Европе, в Российской империи (и впоследствии, как ни парадоксально, — в СССР) пантомима трансформировалась в более синтетическое искусство и стала важной частью театрального образования и сценического искусства. Её активно использовали такие мастера, как А. Арто, Б. Брехт, В. Мейерхольд, А. Таиров, М. Чехов, Ю. Любимов, Е. Гротовски, Е. Барба и многие другие.
В 1950-х годах в Ленинграде в Доме культуры Промкооперации (позднее переименованном в ДК Ленсовета) Рудольф Славский создал первую в СССР студию пантомимы. Из неё вышли В. Полунин (театр «Лицедеи»), Б. Агешин, Н. Самарина, А. Елизаров и другие. Эта студия также оказала значительное влияние  на творчество Роберта Городецкого (театр «Лицедеи»). На основе опыта работы в студии Славский опубликовал книгу «Искусство пантомимы» (1962), которая была переведена на несколько языков.
В 1960-х годах в Польше, Чехословакии и Прибалтийских республиках СССР появился феномен театра пантомимы, наиболее значимыми деятелями которого были Генрик Томашевский (Вроцлав, Польша), Ладислав Фиалка (Прага, ЧССР), и, наиболее значимый — Модрис Тенисон (Каунасский Театр Пантомимы, Литовская ССР). М. Тенисон, художник-график, дал искусству пантомимы новую энергетику, в результате которой само действо в его постановке уже почти ничто не связывало с традиционной пантомимой. Единственным и непреложным качеством, «удерживающим» его искусство в максимальном приближении к «пантомиме», был факт, что слово и звук (не путать с музыкальным сопровождением!) по-прежнему оставались табу. Но в отличие от классической пантомимы, краеугольным камнем которой является дивертисмент, состоящий из до блеска отточенных миниатюр (преимущественно комического свойства), в театрах, указанных выше (и в особенности в театре М. Тенисона) зритель сталкивался с цельным, продолжительном действом, базированным на цельном сюжете, преимущественно аллегорического свойства.
Из театра М. Тенисона вышло 2 наиболее значимых философа новой пантомимы: Валерий Мартынов и Гедрюс Мацкявичюс. Первый (В. Мартынов, Группа Пантомимы при Музее Электронной Музыки, Москва, 1972—1974) считал импровизацию, основанную на медитативном состоянии артиста единственным путём к выразительности. Второй (Г. Мацкявичюс, Театр Пластической Драмы, Москва, 1972—1985) был более «консервативен» и использовал импровизацию как часть своего творческого метода: провоцируя актера на импровизацию в рамках заданной поэтической (метафорической) темы, он добивался органичного результата, и впоследствии включал этот результат в зафиксированную канву создаваемого спектакля. Молчание актера на сцене в вышеозначенных театрах было не насильственно-привнесённым условием, а неотъемлемым и органическим элементом выразительности
В 1968 году был основан театр клоунады под руководством Вячеслава Полунина «Лицедеи». Будучи классическим мимом «по образованию», В. Полунин привнес в пантомиму элемент клоунады. Это же несколько раньше в меньшем масштабе делал Леонид Енгибаров, привнёсший элемент пантомимы в сольную цирковую клоунаду. В Канаде (провинция Квебек) основанный в 1984 году Cirque du Soleil, (Ги Карон (Guy Caron), Франко Драгоне (Franco Dragone) интуитивно возродил многие элементы постановочной методики Европейских театров пантомимы 1960-х годов. Суть этого возрождения базировалась на синтезе циркового искусства, пластической импровизации, включающей элементы акробатики, гимнастики и хореографии, и цельной ассоциативной канвы, объединяющей весь спектакль.
В США в 1970-е годы были осуществлены некоторые попытки возрождения пантомимы на новом уровне и для нового зрителя, но даже наиболее значимые из них (San Francisco Mime Troup и Bread and Puppet) канули в небытие. Это вполне объяснимо: обилие и разнообразие хореографических театров в США заняло «нишу зрительского интереса» к пластическому искусству, которая была практически свободна 30—35 лет назад в странах Восточной Европы и бывшего СССР, где единственной «дозволенной» формой физического представления был классический балет.

### Современная Пантомима
- Ваграм Зарян (фр. Vahram Zaryan)

Французский актёр, танцор, режиссёр и хореограф, работающий в жанре современной пантомимы. Он создаёт труппу современной пантомимы — труппа Ваграм Зарян (Compagnie Vahram Zaryan), которая воплощает на сцене произведения Модерн Арта через искусство жестов. Совместно с драматургом Флорентом Браконом он ставит спектакль Исповедь (Confession) с которым гастролирует в Восточной Европе и на международном фестивале пантомимы в Армении в Цахкадзоре в августе 2010 года.
За ним следует ещё один спектакль Илья (ILYA), поставленный в Париже.
- Джеймс Тьерри (фр. James Thierrée)

Внук Чарли Чаплина, акробат, танцовщик, мим, актёр и режиссёр.
Родители Тьерри — Виктория Чаплин и Жан-Батист Тьерри — являются одними из вдохновителей «Нового цирка», течения, объединяющего на арене драму, театр и традиционные цирковые жанры. Джеймс Тьерри работает в рамках этого направления со своей труппой «La Compagnie du Hanneton». После «Симфонии майского жука» он поставил спектакль «Bright Abyss» («Сияющая пропасть»).
Джеймса Тьерри прославили шоу, в которых сочетаются театр, цирк и Пантомима.

## Пантомима в языке тела
Термином «пантомима» также пользуются специалисты в области «языка тела» (полицейские, следователи, профессиональные карточные игроки, воры «на доверии», специалисты в области переговоров, дипломаты, и, естественно, представители юриспруденции, такие, как судьи, прокуроры, и адвокаты), способные оценивать мотивации и внутреннее состояние, равно, как и правдоподобность информации, исходящей от собеседников вне зависимости от произносимого ими текста, и опирающиеся в своих оценках исключительно на биомеханические проявления тела оппонента (позиционирование рук, осанка, спонтанные движения губ, изменения температуры тела, проявляющееся в появлении «румянца» или же внезапном исчезновении оного, расширении или уменьшении зрачков, и проч.)